# Ashdautas
Ashdautas waren eine US-amerikanische Black-Metal-Band aus dem kalifornischen Long Beach, die von 2002 bis 2011 existierte.

## Geschichte
Ashdautas gehörten zum Black Twilight Circle, einer informellen Vereinigung kalifornischer Black-Metal-Bands, die sich inhaltlich mit den indigenen Völkern Mittelamerikas auseinandersetzen und deren Mitglieder zum größten Teil mexikanische oder guatemaltekische Wurzeln haben. Ashdautas gehörten zu den Gründern dieser Vereinigung. Der Bandname ist dem Werk des Schriftstellers J. R. R. Tolkien entlehnt und bedeutet in der von diesem entworfenen Sprache der Orks „eines Tages“. Die Band gab landesweit Konzerte und spielte dabei auch auf Festivals wie dem Chaos in Tejas in Austin oder dem Hordes of Darkness in New York. Neben diversen Veröffentlichungen auf kleinen Labels ihres Umfelds erschien 2008 ein Album auf dem bekanntesten US-Black-Metal-Label, Full Moon Productions.
2011 gab Gitarrist Ramirez dem Wochenmagazin Boston Phoenix ein Interview, in dem er die mesoamerikanischen Wurzeln des Black Twilight Circle herausstellte und Weiße generell als Okkupatoren abtat. Sänger "Naeth", der russische und deutsche Wurzeln hat, beschuldigte ihn daraufhin, die Band und ihr Umfeld wissentlich falsch dargestellt zu haben, und löste Ashdautas auf. Ein Split-Album mit Bone Awl erschien posthum. Ramirez konzentrierte sich anschließend auf sein seit 2003 bestehendes Soloprojekt Volahn. Cabello spielte nach der Trennung bei Dolorvotre und Shataan und betreibt seit 2007 das Soloprojekt Arizmenda. Boutelle spielt bei Odz Manouk.

## Stil
Ramirez beschrieb in einem Interview mit dem Vice-Magazin die Musik von Ashdautas als „esoterisch“ und „universal“ und gibt als Einflüsse unter anderem die Black-Metal-Szenen Norwegens, Griechenlands und Brasiliens an. Das Magazin selbst attestiert der Musik der Black-Twilight-Circle-Bands eine „Punkattitüde“. Bassist Prado gibt in einem Interview mit dem Boston Phoenix die Kräfte der Natur, insbesondere des Ozeans, als Inspiration an. Das Magazin bezeichnete die Musik der Black-Twilight-Circle-Bands als „die spannendste Entwicklung des zeitgenössischen US-amerikanischen Black Metals“. Jason Campbell beschreibt die Musik der Band für das Onlinemagazin Voices from the Darkside als einen im Black Metal einzigartigen Stil, der „das Majestätische des Chaos in der Musik (der Band) einfange“. Er wertete, das Album Where the Sun is Silent steche insbesondere vor dem Kontext der US-amerikanischen Black-Metal-Szene deutlich vor allen anderen Veröffentlichungen der letzten Jahre hervor. Sputnik Music bezeichnete die Musik von Ashdautas als „gespenstische, dissonante Melodien, (...) betäubendes Gekreische und eine Atmosphäre ohne jegliche Atempausen“. Es sei zwar anstrengend, die Ashdautas-Stücke der Split-LP mit Bone Awl anzuhören, ihre Schönheit erschließe sich aber durch die Kompaktheit der Komposition. Das Weblog OccultBlackMetalZine bezeichnet die Musik von Ashdautas als „sehr düstere Form rohen und primitiven Black Metals mit atmosphärischen und melodischen Elementen und einer depressiven Grundstimmung“ und klebte ihr das Etikett „Post-Black-Metal“ auf.

## Diskografie
- 2004: As The Vile Must Digress (EP, Ixiol Productions)
- 2005: Shadow Plays of Grief and Pain (Ixiol Productions)
- 2007: Where the Sun is Silent... (Full Moon Productions)
- 2011: Split-Album mit Bone Awl (Crepúsculo Negro)